# Nasamonen
Die Nasamonen (von griechisch Νασαμῶνες, auch Nasamones) waren ein im antiken Nordafrika beheimateter Volksstamm, hauptsächlich im Gebiet des heutigen Libyen längs der großen Syrte. Erwähnt wird dieser Volksstamm, als dessen mythologischer Stammvater Nasamon (Sohn des Amphithemis und der Nymphe Tritonis) gilt, zum ersten Mal bei Herodot. Genannt werden die Nasamonen auch bei Pseudo-Skylax, Diodor, Strabon, Ptolemaios und bei Plinius dem Älteren. Die meisten der genannten antiken Autoren lokalisieren die Nasamonen in der Großen Syrte. Auf der Peutingerschen Tafel ist der Name Nesamones zu finden.
Nach Auskunft Herodots lebten die Nasamonen nomadisch: Im Sommer ließen sie ihre Herden im Küstengebiet weiden und zogen währenddessen zur Oase Augila, um dort Datteln zu ernten. Ihre Toten begruben sie in sitzender Stellung. Außerdem berichtet Herodot von Polygamie und ungewöhnlichen Hochzeitsbräuchen bei den Nasamonen. Herodot erzählt überdies von einer Entdeckungsreise von der Kyrenaika ins Innere von Afrika, die von 5 nasamonischen Männern unternommen worden sei. Diese Reisenden seien bis zu großen Sümpfen vorgestoßen und hätten eine große, von Pygmäen bewohnte Stadt gefunden, deren Sprache für sie unverständlich gewesen sei. Dann seien sie zu einem Fluss gekommen, in dem sich Krokodile befunden hätten (diesen Fluss identifiziert Herodot mit dem Nil). In den „Pharsalia“ des römischen Dichters Lucan werden die Nasamonen als ein primitiv lebendes Volk von Piraten beschrieben.
Eine Inschrift aus dem 3. Jahrhundert v. Chr., die in der theräischen Koloniestadt Kyrene gefunden wurde, nennt einen Sieg der Kyrenäer über die Nasamonen und Maken. Zu Beginn der römischen Kaiserzeit wurden die Nasamonen offenbar nach Süden abgedrängt. Im Jahre 84/85 n. Chr. unternahm der römische Prätor Cn. Suellius Flaccus im Auftrag des Kaisers Domitian einen siegreichen Feldzug gegen die Nasamonen, wodurch sie anscheinend noch weiter nach Süden zurückgeworfen wurden. Bei späteren, auch byzantinischen Autoren finden die Nasamonen dann noch vereinzelt Erwähnung.